# Ludovic Fardin
Ludovic Fardin (* 10. Juni 1985 in Aubervilliers) ist ein französischer Fußballspieler, der international für Martinique aufläuft.

## Vereinskarriere
Zu Beginn der Saison 2007/08 wurde der damals 22-jährige Fardin in den Kader des viertklassigen Red Star Paris aufgenommen. Bereits in seiner ersten Saison wurde er regelmäßig eingesetzt und kam auf 25 absolvierte Spiele. Obwohl er sich in den darauffolgenden Spielzeiten nicht endgültig als Stammspieler etablieren konnte, blieb er seinem Verein treu und stieg mit diesem 2011 in die dritte Liga auf. 2015 schaffte Red Star unter seiner Mitwirkung den Sprung in die zweithöchste Spielklasse und kehrte damit in den Profifußball zurück.

## Nationalmannschaft
Die Abstammung seiner Eltern berechtigt Fardin zu Einsätzen für die internationale Auswahl von Martinique. Für diese kam er bei der Qualifikation zur Karibikmeisterschaft 2012 zu seinem Debüt, auch wenn er letztlich nicht am Turnier teilnahm.